# Nino Bule
Nino Bule (* 19. März 1976 in Čapljina, SR Bosnien-Herzegowina, SFR Jugoslawien) ist ein ehemaliger kroatischer Fußballspieler.
Bule begann seine Profikarriere bei NK Zagreb. Nach seiner ersten Profistation wechselte er in den fernen Osten zu Gamba Osaka in die japanische J-League. Die nächste Station des Stürmers war wieder in der Heimat Kroatien, bei Hajduk Split.
2004 wechselte der beidfüßig spielende Stürmer in die Bundesliga zu Pasching, wo er ein halbes Jahr spielte. Im Winter 2005 wechselte er leihweise zum SV Austria Salzburg. Seit Anfang der Saison 2005/2006 spielte der Kroate bei VfB Admira Wacker Mödling, bevor er ein Jahr später zum kroatischen Erstligisten HNK Rijeka wechselte.
Bule spielte dreimal im kroatischen Nationalteam.